# The Bad Sister
The Bad Sister è un film del 1931 diretto da Hobart Henley. Tratta dal romanzo The Flirt di Booth Tarkington, pubblicato nel 1913, la storia era già stata adattata per lo schermo in altre due versioni mute.
Il film - che, prima di essere distribuito, portava il titolo Gambling Daughters - segna l'esordio cinematografico di Bette Davis. Tra gli altri interpreti, Conrad Nagel, Sidney Fox, ZaSu Pitts, Slim Summerville, Emma Dunn, Humphrey Bogart.

## Trama

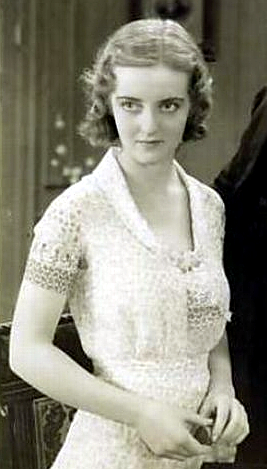
Bette Davis (Laura)

Trama su AF
La volubile Marianne, figlia del mercante John Madison - ben conosciuto e benvoluto nella cittadina dell'Ohio in cui abita - ha un paio di pretendenti: il bonario, positivo, ed un pochino pingue Wade Trumbull, pure nel commercio, ed il non meno irreprensibile dottor Dick Lindley. Ella pare preferire quest'ultimo, ma le cose cambiano quando si presenta tale Valentine Corliss, che afferma di avere il progetto di fondare una nuova fabbrica, il che porterebbe ulteriore prosperità agli abitanti della località. Marianne - con lo scorno dei suoi precedenti pretendenti – inizia a frequentare Corliss (ed in seguito a ciò il dottor Lindley si avvicina alla sorella di Marianne, Laura).
Corliss propone a John, in qualità di persona più in vista all'interno della comunità di imprenditori del luogo, di prendere parte finanziariamente, coi mercanti suoi pari, al nuovo progetto. John, entusiasta ma coscienziosamente accorto, si riserva di acquisire ulteriori informazioni sul progetto di Corliss, prima di aderirvi.
Le rassicurazioni giungono alla comunità mercantile, all'insaputa di John Madison, sotto forma di una lettera dall'apparenza ufficiale a loro diretta, ed in realtà dettata da Corliss a Marianne, e da quest'ultima - sviata dal suo eccitante rapporto con Corliss - fornita della firma contraffatta del padre: i commercianti del circolo di John sborsano dunque, avallati da ciò che sembra essere un'incondizionata approvazione da parte del loro leader, importanti contributi monetari.
Intanto Marianne, quasi plagiata da Corliss, fugge con lui nella capitale dello stato, per poi trovarsi completamente abbandonata: di Corliss non v'è più alcuna traccia. Quando Marianne, delusa ed umiliata, fa ritorno a casa, i mercanti amici di John minacciano di denunciarlo per truffa, poiché credono che la lettera di raccomandazione per l'impresa di Corliss sia stata emanata proprio da John. Ma Marianne rivela di essere stata la responsabile della contraffazione. Appare evidente allora che Corliss era un truffatore, ed i mercanti ingannati, su proposta di John che – pur di non compromettere la figlia – propone loro di ripagarli a costo di importanti privazioni personali, accettano.
Marianne cerca di far ritorno a Dick Lindley, il preferito dei suoi primi pretendenti, ma egli è ormai innamorato e fidanzato con Laura.
Marianne e Wade Trumbull, dunque, nonostanze le iniziali apparenze, si ritrovano alla fine inaspettatamente insieme con reciproca soddisfazione.

## Produzione
Il film fu prodotto da Carl Laemmle Jr. per l'Universal Pictures. Venne girato dal 30 dicembre 1930 al gennaio 1931.

## Distribuzione
Il copyright del film, richiesto dalla Universal Pictures Corp., fu registrato il 16 marzo 1931 con il numero LP2055.
Distribuito dalla Universal Pictures, il film - presentato da Carl Laemmle - uscì nelle sale cinematografiche statunitensi il 29 marzo 1931.

### Versioni cinematografiche diThe Flirt
- The Flirt, regia di Phillips Smalley e Lois Weber (1916)
- The Flirt, regia di Hobart Henley (1922)
- The Bad Sister, regia di Hobart Henley (1931)